# 2022年國際足協世界盃外圍賽 – 亞洲區第四圈
2022年國際足協世界盃外圍賽 – 亞洲區第四圈為一場單場淘汰賽賽事，延期至2022年5月或6月舉行。 這圈賽事原定為兩回合淘汰賽賽事，於2021年11月11日及16日舉行。其後因2019冠狀病毒病亞洲區大流行關係，在2020年11月經國際足協和亞洲足協協調後更改為現時賽制和時間舉行。

## 賽制
於第四圈中，兩支在第三圈排名第三位的球隊，會進行單場淘汰賽，以爭奪一個晉級跨洲附加賽席位。
這場賽事的主辦一方會於第三圈抽籤儀式中定出。

## 晉級球隊
| 小組 (第三圈) | 第三位 |
| ------------- | ------ |
| A             | 阿联酋 |
| B             |        |

## 賽事
| 第一隊 | 比數 | 第二隊 |
| ------ | ---- | ------ |
| 阿联酋 | 1–2  |        |

| 2022年6月7日 21:00 UTC+3 |

| 阿联酋 | 1–2                    |  |
| ------ | ---------------------- |  |
|        | 報告 (FIFA) 報告 (AFC) |  |

| 賴揚，艾哈邁德·本·阿里體育場 (卡塔爾) ：Ilgiz Tantashev (烏茲別克) |

## 外部連結
- 國際足協世界盃官方網站
  - 外圍賽 – 亞洲賽事：第四圈[], FIFA.com
- 國際足協世界盃 （页面存档备份，存于）, the-AFC.com
- 2022年國際足協世界盃[], stats.the-AFC.com